# رود اتبسکا
 رود اتبسکا رودی است به Lake Athabasca می‌ریزد. این رود از کشور کانادا می‌گذرد.

## نگارخانه

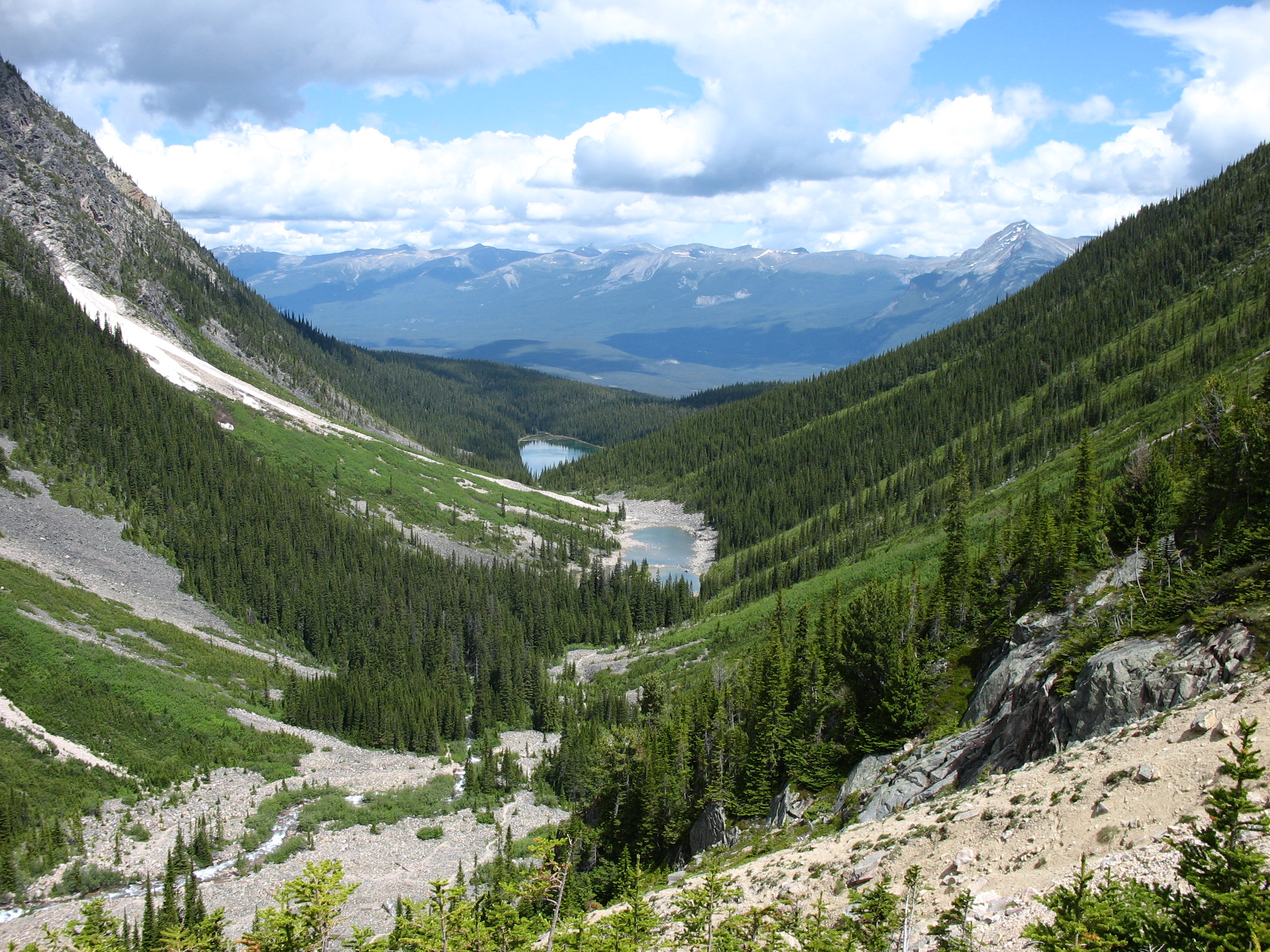
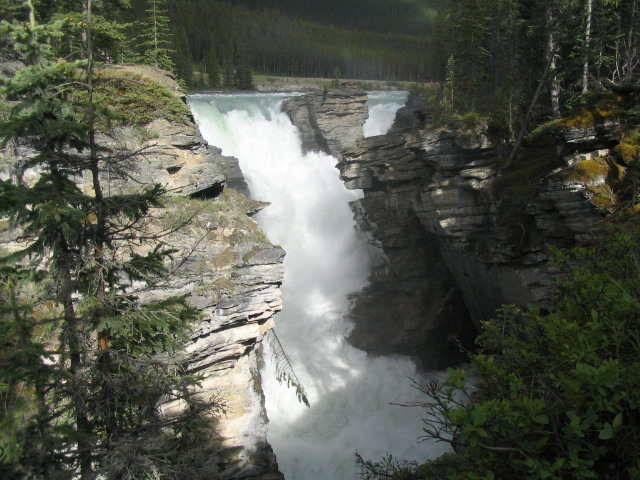
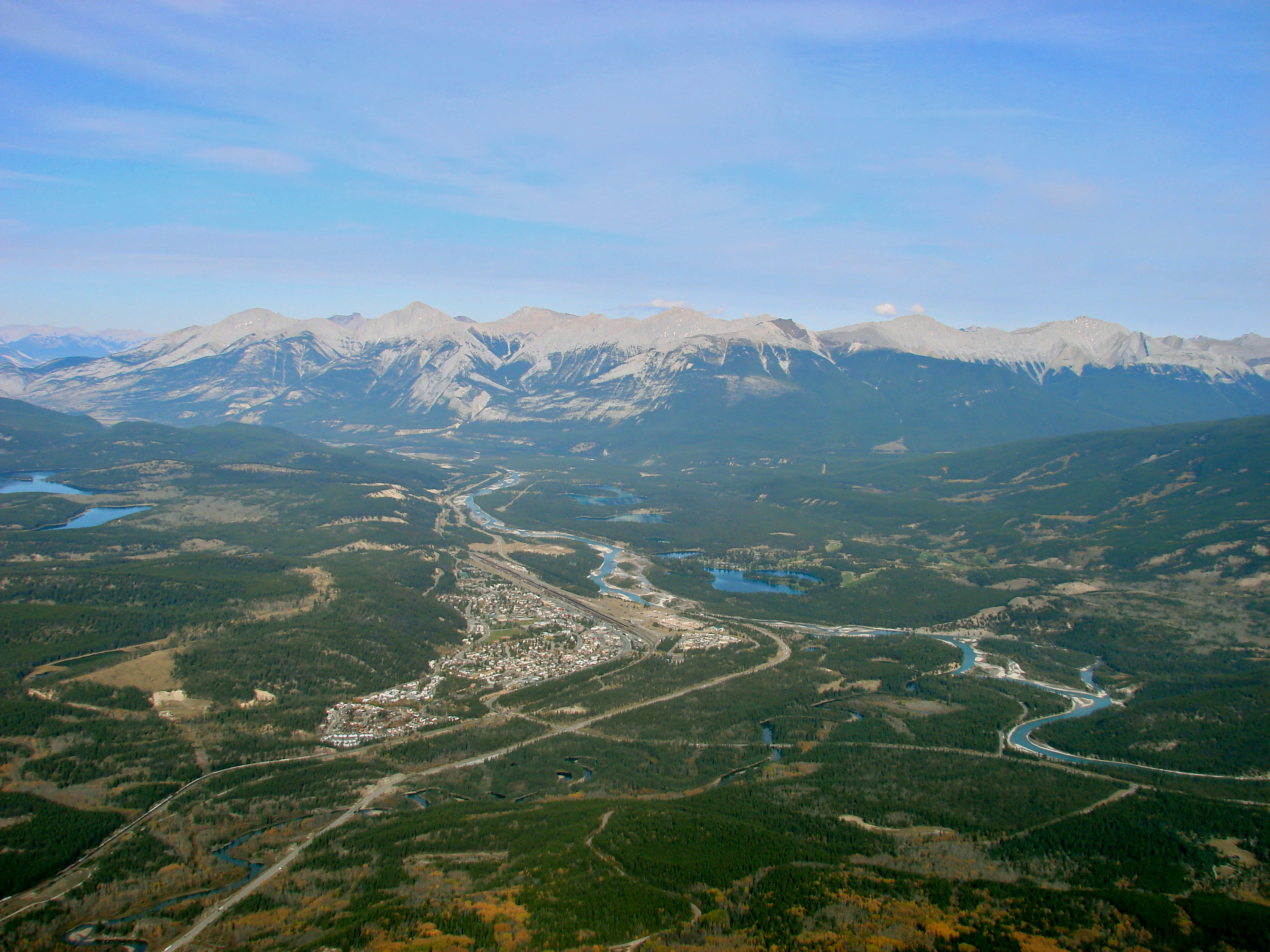
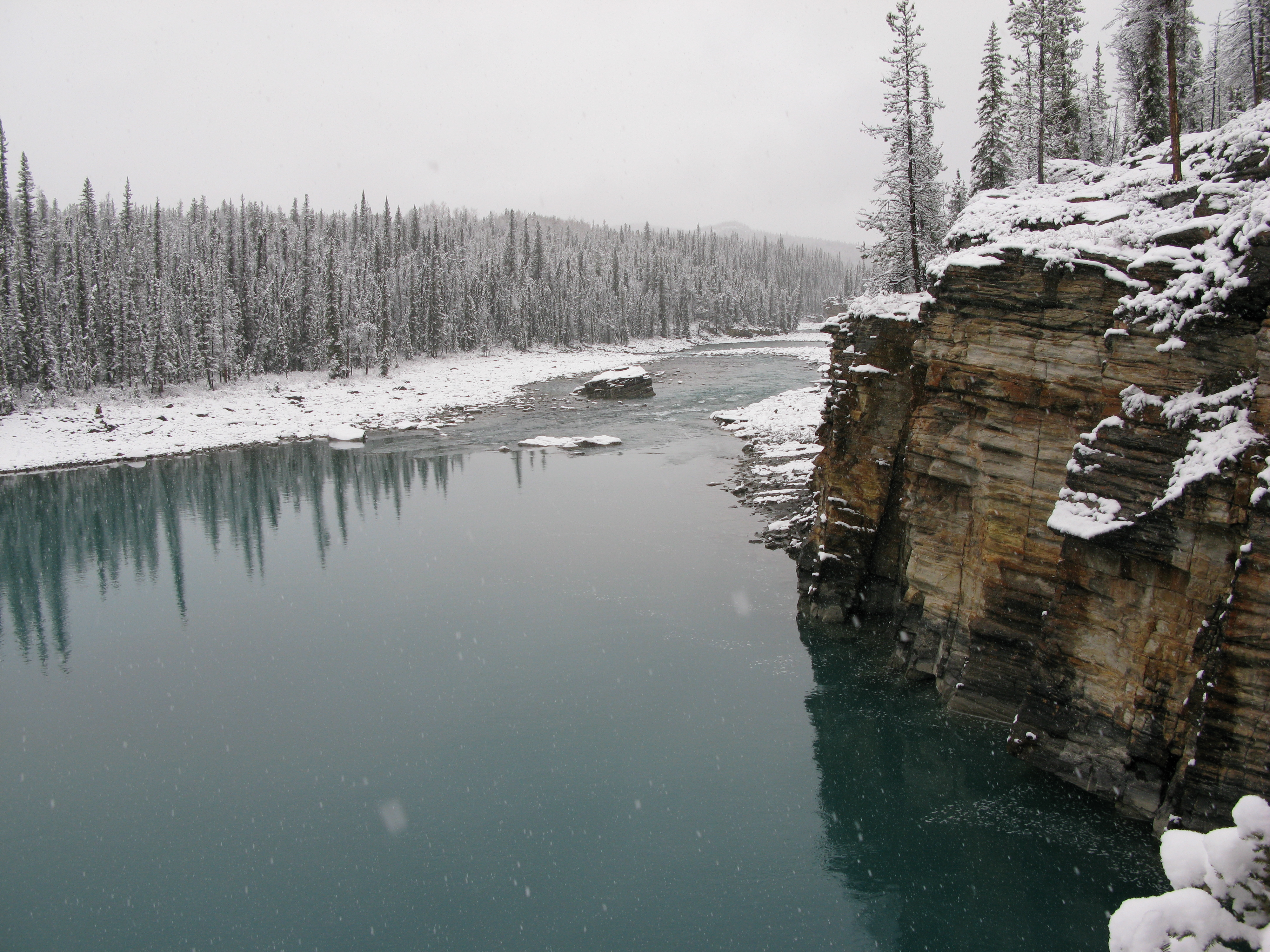
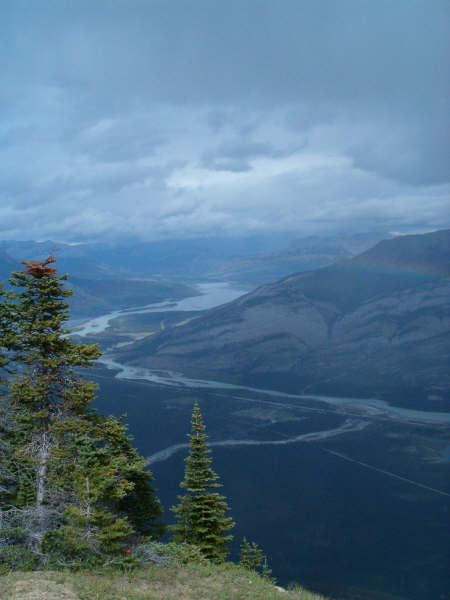
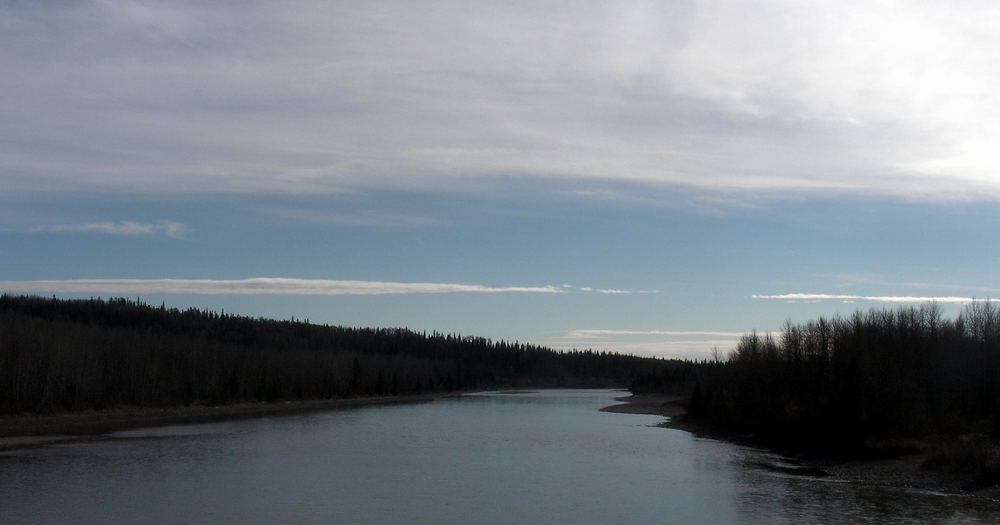
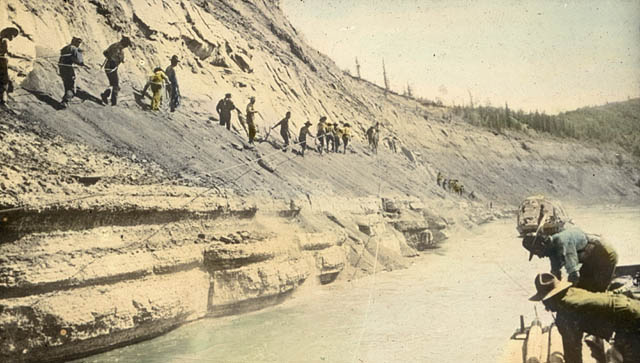